# من أجل السلام للوغانسك
تعد حركة السلام للوغانشتشينا، التي تعنى من أجل السلام للوغانسك، أكبر حركة اجتماعية في جمهورية لوغانسك الشعبية المعلنة من جانب واحد، مع أكثر من 104،000 شخص في صفوفها.
رئيسها هو ليونيد باسيتشنيك وهو أيضا الرئيس الحالي لجمهورية لوغانسك الشعبية.
الحزب يريد جمهورية لوغانسك الشعبية المستقلة التي يمكن أن يكون لها علاقات وثيقة مع روسيا.
فاز الحزب في انتخابات لوغانسك العامة 2014 بنسبة 69.42% من الأصوات و35 مقعدا.

## وصلات خارجية
- الموقع الرسمي
 باللغة الروسية